# Øistein Schirmer
Øistein Schirmer (Fredrikstad, 1879. április 11. – Larvik, 1947. május 24.) olimpiai bajnok norvég tornász.
Az 1912. évi nyári olimpiai játékokon indult tornában és csapat összetettben szabadon választott szerekkel olimpiai bajnok lett.
Klubcsapata a Kristiansands Turnforening volt.